# Жанти, Филипп
Филипп Жанти (фр. Philippe Genty, р. в 1938 году) — французский театральный режиссёр, хореограф и кукольник.

## Биография
По образованию художник-график.
В 1967 году вместе с Мари Андервуд создал труппу «Компани Филипп Жанти».
С 1980 года начинает отходить от кукольного театра, увлекаясь театром синтетическим, соединяющим элементы драмы, пантомимы, танца и вокала. В спектаклях парижанина смешиваются театр, танец, музыка, спецэффекты и атмосфера магии.
Ещё в 1960-х Жанти привозил свои работы в СССР. Сейчас режиссёр — частый гость Чеховского фестиваля, в России в 2000-х годах демонстрировались такие работы Жанти как «Неподвижный путник», «Проделки Зигмунда», «Край земли», «Болилок» и «Неподвижные пассажиры».

## Спектакли
- 1980: «Круглый, как куб» (Rond comme un cube)
- 1983: «Безумие по Зигмунду» (Zigmund follies)
- 1986: «Парад желаний» (Désirs parade)
- 1989:  «Сдвиги» (Dérives)
- 1992:  «Не забывай меня» (Ne m'oublie pas)
- 1995: «Неподвижный путник» (Voyageur immobile)
- 1996:  «Незаконные пассажиры» (Passagers clandestins, английская версия Stowaways) в рамках Аделаидского фестиваля в Австралии
- 1997:  «Лабиринт» (Dédale), в рамках Авиньонского театрального фестиваля на сцене Почетного двора папского дворца
- 1998:   «Океаны и утопии» (Océans et utopies) на Всемирной Лиссабонской выставке 1998.
- 2001:  «Невероятный концерт» (Le concert incroyable) в Большой галерее эволюции Национального музея естественной истории
- 2003:  «Линия исчезновения» (Ligne de fuite)
- 2005: «Край земли» (La Fin des terres)
- 2005—2006: «Безумие по Зигмунду» / «Проделки Зигмунда» (Zigmund Follies)
- 2007: «Болилок»
- 2010: «Неподвижные пассажиры» (Voyageurs immobiles)
- 2012:  новая версия «Не забывай меня» с норвежскими актерами